# Kathrin Gaube
Kathrin Gaube (* 3. Oktober 1976) ist eine deutsche Synchron- und Hörspielsprecherin.

## Karriere
Gaube lieh ihre deutsche Stimme unter anderem Fairuza Balk in Almost Famous (2000), Scarlett Johansson in The Man Who Wasn’t There (2001), Leelee Sobieski in The Glass House (2001), Milla Jovovich in You Stupid Man (2002), Anna Faris in Lost in Translation (2003), Sienna Guillory in deren gesamten Erscheinung in der Resident-Evil-Reihe, Lindsay Lohan in Ich weiß, wer mich getötet hat (2007) oder Natalia Tena in vier Harry-Potter-Filmen.
Für die dritte Staffel des Animes Sailor Moon Crystal und die daran anknüpfenden Filme Sailor Moon Eternal und Sailor Moon Cosmos wurde sie für die deutsche Stimme von Haruka Tenoh/Sailor Uranus engagiert.

## Synchronrollen (Auswahl)

### Filme
- 2001: The Glass House als Ruby Baker (Leelee Sobieski)
- 2002: Secretary als Lee Holloway (Maggie Gyllenhaal)
- 2004: Dirty Dancing 2 – Heiße Nächte auf Kuba als Eve (January Jones)
- 2006: Idiocracy als Rita (Maya Rudolph)
- 2007: Stomp the Yard als April (Meagan Good)
- 2007: Harry Potter und der Orden des Phönix als Nymphadora Tonks (Natalia Tena)
- 2009: Hannah Montana – Der Film als Tyra Banks (Tyra Banks)
- 2009: Harry Potter und der Halbblutprinz als Nymphadora Tonks (Natalia Tena)
- 2010: MacGruber als Casey (Maya Rudolph)
- 2012: Resident Evil: Retribution als Jill Valentine (Sienna Guillory)
- 2013: Der Nächste, bitte! als Corinne (Alice Pol)
- 2014: Yves Saint Laurent als Loulou de la Falaise in (Laura Smet)
- 2015: Vacation – Wir sind die Griswolds als Polizistin (Kaitlin Olson)
- 2020: Jingle Jangle Journey: Abenteuerliche Weihnachten! als Ms. Johnston (Lisa Davina Phillip – nur Sprecherin)
- 2021: Sailor Moon Eternal  als Haruka Tenoh/Sailor Uranus (Junko Minagawa)
- 2023: Indiana Jones und das Rad des Schicksals als Helena Shaw (Phoebe Waller-Bridge)

### Serien
- 2001–2003: One Piece als Nefertari Vivi (Watanabe Misa)
- 2002–2005: Sue Thomas: F.B.I. als Lucy Dotson (Enuka Okuma)
- 2004–2008: Battlestar Galactica als Crewman Specialist Cally Henderson in (Nicki Clyne)
- 2004–2007: Drawn Together als Toot Braunstein (Tara Strong)
- 2005–2008: Zoey 101 als Coco Wexler (Jessica Chaffin)
- 2010–2015: Rookie Blue als Traci Nash  (Enuka Okuma)
- 2011–2013: Happy Endings als Penny Hartz (Casey Wilson)
- 2013–2014: Arrow als Joanna De La Vega (Annie Ilonzeh)
- 2014–2015: Marry Me als Annie Fletcher (Casey Wilson)
- 2014–2016, 2018: Once Upon a Time - Es war einmal... als Cruella de Vil (Victoria Smurfit)
- 2016–2017: Sailor Moon Crystal als Haruka Tenoh/Sailor Uranus (Junko Minagawa)
- 2017–2022: This Is Us – Das ist Leben als Kate Pearson (Chrissy Metz)
- seit 2019: The Mallorca Files als Miranda Blake (Elen Rhys)
- 2021: WandaVision als Agnes (Kathryn Hahn)
- 2023: Futurama als Turanga Leela (ab Staffel 8) (Katey Sagal)
- 2024: Agatha All Along als Agatha Harkness (Kathryn Hahn)